# Misaki (Okayama)
Misaki (jap. 美咲町 Misaki-chō) – miasto w Japonii, na wyspie Honsiu, w prefekturze Okayama. Według danych na rok 2020 miejscowość zamieszkiwało 13 053 mieszkańców , a gęstość zaludnienia wyniosła 56,2 os./km².